# Veerhaven

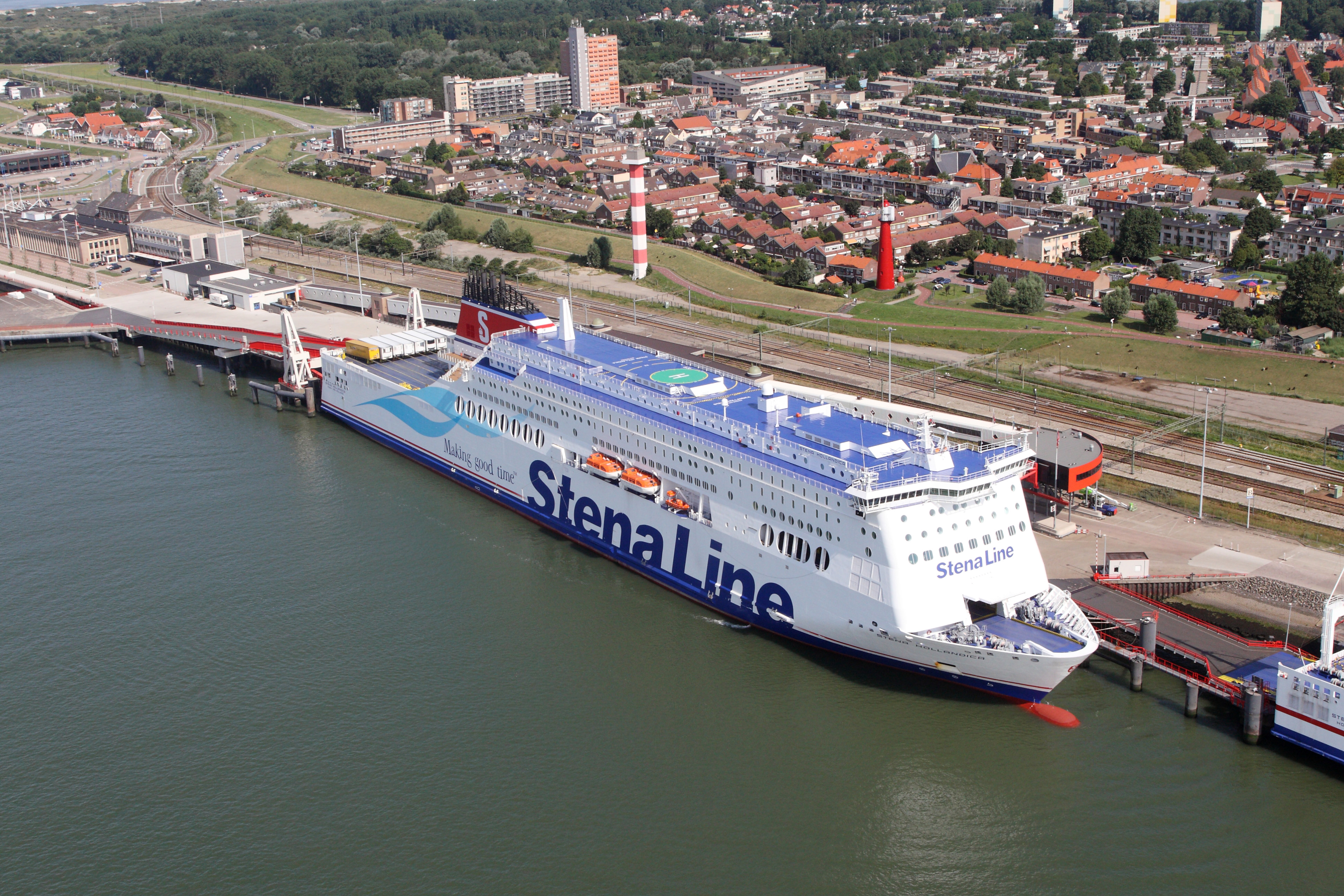
Stena Lineschip 'Stena Hollandica' in de haven van Hoek van Holland.

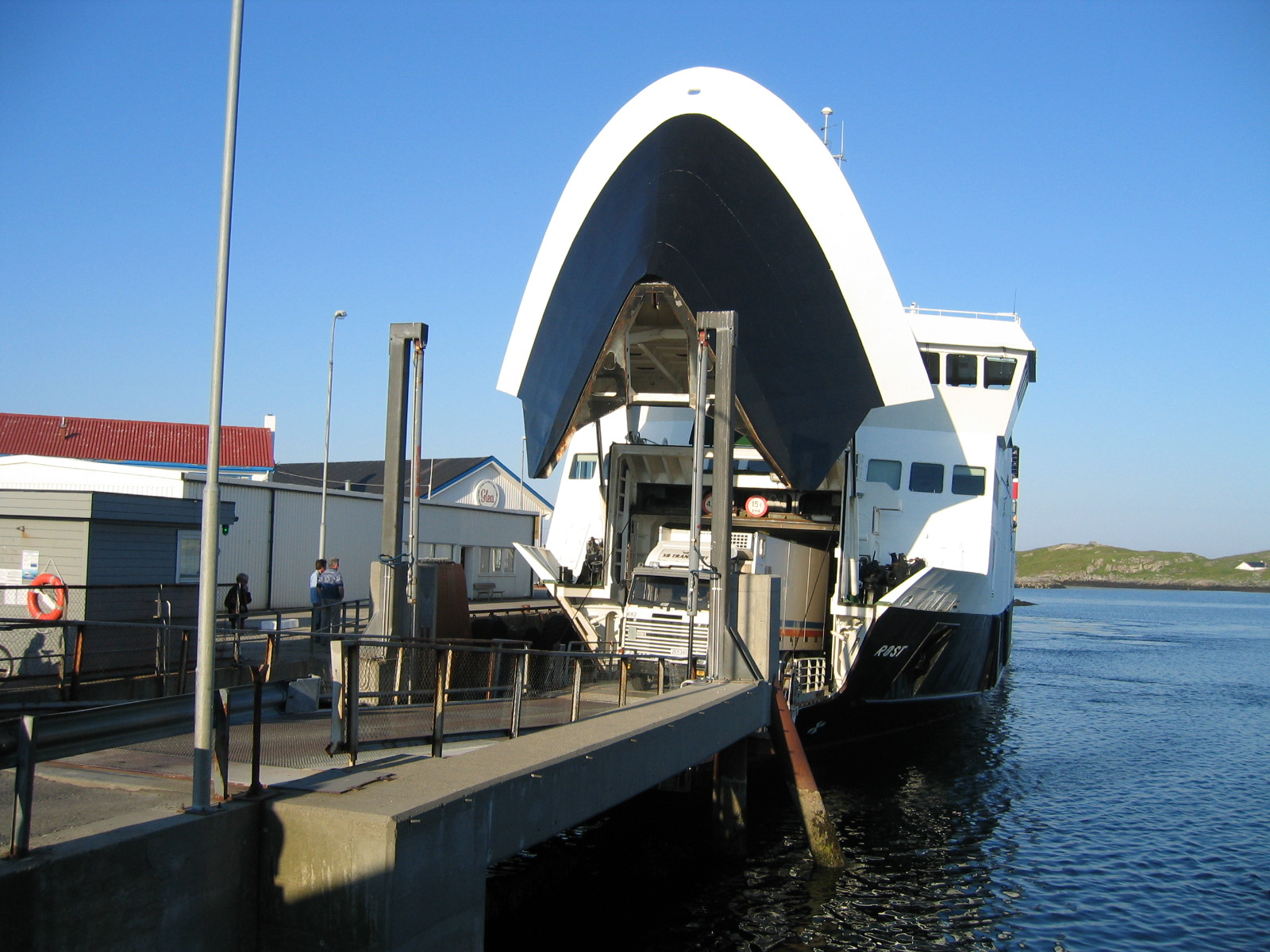
Een vrachtwagen verlaat een veerboot in Noorwegen.

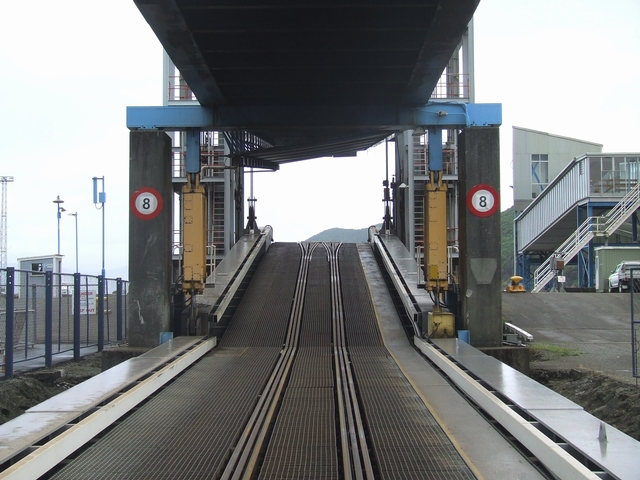
Een oprit voor een veerboot, die geschikt is voor zowel autoverkeer als treinverkeer.

Een veerhaven is een haven die deel uitmaakt van een belangrijke verkeersroute.
Veerhavens hebben als belangrijkste functie het vervoer van personen met hun vervoermiddelen, of vrachtwagens. De kade in een dergelijke haven beschikt over veerstoepen en andere specifieke faciliteiten en is daardoor geschikt voor het op- en afrijden van auto's en vrachtwagens, en soms ook voor treinen.
In verband met het feit dat veerhavens niet een eindbestemming zijn maar vooral een doorvoerplaats, is het belangrijk dat ze goed via de weg en/of via het spoor te bereiken zijn. Om dezelfde reden hoeft de havenplaats zelf niet groot te zijn.
Voorbeelden van Belgische veerhavenplaatsen:
- Oostende (veer naar Ramsgate)
- Zeebrugge (veer naar Hull)

Voorbeelden van Nederlandse internationale veerhavenplaatsen:
- Hoek van Holland (veer naar Harwich en Hull)
- IJmuiden (veer naar Newcastle)

Voorbeelden van Nederlandse nationale veerhavenplaatsen:
- Lauwersoog (veer naar Schiermonnikoog)
- Stavoren (veer naar Enkhuizen)